# 熊毛村
熊毛村（くまげむら）は、大分県東国東郡にあった村。現在の国東市の一部にあたる。

## 地理
国東半島の北部に位置していた。
- 海洋：伊予灘
- 河川：大熊毛川[2]

## 歴史
- 1889年（明治22年）4月1日、町村制の施行により、東国東郡岐部村、小熊毛村、大熊毛村、向田村が合併して村制施行し、熊毛村が発足[1][2]。旧村名を継承した岐部、小熊毛、大熊毛、向田の4大字を編成[2]。
- 1955年（昭和30年）4月1日、東国東郡伊美町と合併し国見町を新設して廃止された[1][2]。

## 産業
- 農業、漁業

## 交通

### 港湾
- 熊毛港[2]